# Wahlen 1943
◄◄ | ◄ | 1939 | 1940 | 1941 | 1942 | Wahlen 1943 | 1944 | 1945 | 1946 | 1947 | ► | ►►

Weitere Ereignisse
Folgende Wahlen fanden 1943 statt:

## Afrika

### Südafrika
- Parlamentswahlen in Südafrika 1943

## Europa

### Dänemark
- Folketingwahlen in Dänemark 1943
- Landstingwahlen in Dänemark 1943

### Irland
- Parlamentswahlen in Irland 1943

### Schweiz
- Bundesratswahl 1943

## Ozeanien

### Neuseeland
- Parlamentswahlen in Neuseeland 1943